# The Harbor of Happiness
The Harbor of Happiness è un cortometraggio muto del 1916 diretto da Van Dyke Brooke.

## Produzione
Il film - con il titolo di lavorazione The Shot That Brought Happiness - fu prodotto dalla Vitagraph Company of America (come Broadway Star Features).

## Distribuzione
Distribuito dalla General Film Company, il film - un cortometraggio in tre bobine - uscì nelle sale cinematografiche statunitensi il 21 ottobre 1916.